# Збірна Латвії з хокею із шайбою
Національна збірна Латвії з хокею з шайбою  — національна збірна Латвії. Команда перебуває під опікою Латвійської хокейної федерації. Найкраще досягнення команди на чемпіонатах світу — бронзові нагороди в 2023 році. В самій Латвії налічується 4271 хокеїстів (0,21% населення).

## Результати

### На чемпіонаті Європи
- 1910–1929 — не брали участі
- 1932 — Закінчили на 8-му місці

### Виступи на Олімпійських іграх
- 1920–1932 — не брала участь
- 1936 — закінчили на 13-му місці
- 1948–1992 — не брали участі
- 1994, 1998 — не пройшли кваліфікації
- 2002 — закінчили на 9-му місці
- 2006 — закінчили на 12-му місці
- 2010 — закінчили на 12-му місці
- 2014 — закінчили на 8-му місці
- 2018 — не пройшли кваліфікації
- 2022 — закінчили на 11-му місці

### Виступи на чемпіонаті світу
- 1930–1931 не брали участь
- 1933 — Закінчили на 10-му місці
- 1934 — не брали участь
- 1935 — Закінчили на 13-му місці
- 1937 — не брали участь
- 1938 — Закінчили на 10-му місці
- 1939 — Закінчили на 10-му місці
- 1947–1992 — не брали участь
- 1993 — Перемога в групі «С» кваліфікації (21 місце в загальному заліку)
- 1994 — Друге місце в групі «В» кваліфікації (14 місце в загальному заліку)
- 1995 — Друге місце в групі «В» кваліфікації (14 місце в загальному заліку)
- 1996 — Перемога в групі «В» кваліфікації (13 місце в загальному заліку)
- 1997 — закінчили на 7-му місці
- 1998 — закінчили на 9-му місці
- 1999 — закінчили на 11-му місці
- 2000 — закінчили на 8-му місці
- 2001 — закінчили на 13-му місці
- 2002 — закінчили на 11-му місці
- 2003 — закінчили на 9-му місці
- 2004 — закінчили на 7-му місці
- 2005 — закінчили на 9-му місці
- 2006 — закінчили на 10-му місці
- 2007 — закінчили на 13-му місці
- 2008 — закінчили на 11-му місці
- 2009 — закінчили на 7-му місці
- 2010 — закінчили на 11-му місці
- 2011 — закінчили на 13-му місці
- 2012 — закінчили на 10-му місці
- 2013 — закінчили на 11-му місці
- 2015 — закінчили на 13-му місці
- 2016 — закінчили на 13-му місці
- 2017 — закінчили на 10-му місці
- 2018 — закінчили на 8-му місці
- 2019 — закінчили на 10-му місці
- 2021 — 11-е місце
- 2022 — 10-е місце
- 2023 —  3-є місце
- 2024 — 9-е місце
- 2025 — 10-е місце

## Тренери
- 1992—1994 — Гелмут Балдеріс
- 1994 — Михайло Бескажнов
- 1995 — Евалд Грабовський[ru]
- 1996—1999 — Леонід Береснєв[en]
- 1999—2001 — Харальд Васильєв[en]
- 2001—2004 — Курт Ліндстрем
- 2004—2006 — Леонід Береснєв[en]
- 2006 — Петро Воробйов
- 2006—2011 — Олег Знарок
- 2011—2014 — Тед Нолан
- 2014—2015 — Олександр Белявський[en]